# Trichillurges
Trichillurges is een kevergeslacht uit de familie van de boktorren (Cerambycidae). De wetenschappelijke naam van het geslacht werd voor het eerst geldig gepubliceerd in 1961 door Gilmour.

## Soorten
Trichillurges omvat de volgende soorten:
- Trichillurges bordoni Monné, 1990
- Trichillurges brasiliensis (Melzer, 1935)
- Trichillurges conspersus Monné, 1990
- Trichillurges maculatus Martins & Monné, 1974
- Trichillurges meridanus Monné, 1990
- Trichillurges olivaceus Monné, 1990
- Trichillurges simplex Martins & Monné, 1974